# Катругалос, Йоргос
Йо́ргос (Георгиос) Катру́галос (греч. Γιώργος Κατρούγκαλος; 27 марта 1963, Афины) — греческий юрист, преподаватель и левый политик. Занимал ряд должностей в кабинетах министров Алексиса Ципраса: альтернативный министр внутренних дел и административной реформы (27 января — 17 июля 2015), министр труда и социальной солидарности Греции (18 июля — 28 августа 2015 и 23 сентября 2015 — 5 ноября 2016), альтернативный министр иностранных дел (5 ноября 2016 — 15 февраля 2019) и министр иностранных дел (с 15 февраля 2019).

## Биография
Был активистом молодёжного коммунистического движения. В 1985 году окончил юридический факультет Афинского национального университета имени Каподистрии. Затем в Университете Париж 1 Пантеон-Сорбонна получил магистерский диплом (DEA) по публичному праву и степень доктора юриспруденции (1990; тема докторской диссертации — «Кризис легитимности администрации: Случай Греции»).
В 1987 году начал адвокатскую практику в Афинах. Работал во французском Национальном центре научных исследований и греческих научных институциях. Преподавал и проводил исследования в качестве приглашённого доцента и профессора университета Роскилле в Дании и юридического факультета Афинского университета.
В 1994 и 1997—2002 годах работал юридическим советником греческого министерства образования. С 1997 года был членом Центра европейского конституционного права. С 1998 по 2011 год он был сертифицирован в качестве посредника и арбитра греческой Организации медиации и арбитража.
Его услугами пользовался в том числе Совет Европы; в 1998 году Катругалос принял участие в разработке новой Конституции Албании. В 2000—2003 годах он работал юридическим советником Постоянного представительства Греции при Организации Объединённых Наций в связи с работой Третьего комитета (по социальным и гуманитарным вопросам и вопросам культуры) Генеральной Ассамблеи ООН. В 2003—2004 годах входил в группу, консультировавшую Министерство иностранных дел Греции при написании Европейской Конституции.
В 2002 году был назначен адъюнкт-профессором государственного права во Фракийском университете имени Демокрита, где заведовал Институтом социального управления. С 2002 по 2003 год он был генеральным директором государственной компании по профессиональной подготовке сотрудников греческого Министерства труда, с 2003 года работая с Европейским центром по развитию профессионального образования. Катругалос выступал международным экспертом в вопросах юридических реформ и развития демократических институтов в Албании, Македонии, Узбекистане, Сирии и Армении. Отдельно отмечает свой опыт наблюдения за демократическим процессом создания Конституции Исландии.
Катругалос написал и редактировал ряд книг на греческом и английском языках. Они касаются, главным образом, государства всеобщего благосостояния, социальных прав и социальной политики.

## Политическая карьера
В 2014—2015 годах был депутатом Европейского парламента от Греции по спискам Коалиции радикальных левых (СИРИЗА); входил в парламентскую группу Европейские объединённые левые/Лево-зелёные Севера. 26 января покинул Европарламент в связи с избранием в парламент Греции на выборах, принёсших убедительную победу СИРИЗА. С 27 января по 17 июля 2015 года занимал должность альтернативного министра по делам административной реформы в кабинете Алексиса Ципраса. После перестановки в правительстве 18 июля 2015 года получил новый пост министра труда и социальной солидарности.
С 2019 года он является заместителем председателя Группы объединенных европейских левых в Парламентской ассамблее Совета Европы (ПАСЕ), а с 2021 года — президентом Подкомитета по Среднему. Восток и арабский мир ПАСЕ
18 мая 2023 года, объявил о своем отказе от участия в предстоящих 21 мая 2023 года выборах.
"Я полностью беру на себя политическую ответственность за свое вчерашнее заявление и объявляю, что снимаю свою кандидатуру с выборов", - объявил Катругалос в социальных сетях. - "Сегодня утром я ясно дал понять, что говорил по личным убеждениям, а не от имени избирательного мандата СИРИЗА".
Катругалос был кандидатом от северного участка Афин, бюллетени были напечатаны и уже отправлены на избирательные участки. 